# 14094 Ґарно
14094 Ґарно (14094 Garneau) — астероїд головного поясу, відкритий 28 липня 1997 року.
Тіссеранів параметр щодо Юпітера — 3,279.